# 高圧
高圧（こうあつ、英語：high pressure）は、正しくは、高圧力のことで、0.1MPa以上は高圧である。高圧ガス保安法では、0.2MPa以上が高圧とされている。転じて、論理ではなく威圧的な態度の人を高圧的ともいう。

## 高圧下における現象
高圧では、物理的・化学的特性が変化する。
- 常圧で半導体であるケイ素やゲルマニウムは、高圧で構造相転移を起こし、金属化した金属相は、超伝導体である。
- われわれは常温常圧で、高圧下において出現した相（＝高圧相）を見ることができる。ダイヤモンドやホウ素である。準安定状態である。
- 高圧下で行われる化学反応に、化学平衡の移動を利用したものがある。

## 高圧を利用する例
- 圧力鍋
- オートクレーブ（高圧滅菌器）
- 高圧洗浄機
- ウォータージェットメス

## 超高圧について
非常に高い高圧は、超高圧といわれる。超高圧は、超高圧発生装置によって発生させることができる。超高圧の明確な定義はなく、また、高圧との境界はあいまいだが、室温で、ほとんどの気体、液体が固体になる1〜3GPaが妥当である。

## 食品への高圧利用
近年、熱に変わる状態因子として、食品に対する高静水圧利用が注目されてきている。
現在、アメリカではオレンジジュースやアボカド等の非加熱殺菌など、多くのものに高静水圧処理が利用されている。
日本では、1987年以降、京都大学林力丸名誉教授の呼びかけにより、食品への高静水圧利用研究が各地で開催された。以来、多くの研究成果が発表され、今日に至っている。食品加工での高静水圧処理の特徴は非共有結合のみの変化である。これは加熱による成分劣化、栄養素の分解及び有毒因子の生成を引き起こす心配が無いことであり、この点は加熱による有用な共有結合の変化、香気の発生や褐色化反応が起きないことを示している。それが食品への高静水圧利用の大きなメリットである。
また、熱に比べ圧力の継続にはエネルギーが不要である。また圧力は食品の内部にまで瞬時に伝わり、熱に比べて伝達に要する時間が短い。すなわち、圧力の利用は省エネルギーである。更に、熱処理と圧力処理を併用すると、風味豊かな新しい食品が製造できる。
高圧を利用した食品としては、明治屋のジャム、越後製菓の越後のごはん、シジシージャパンのパスカルフーズ商品などがある。
高静水圧を食品に用いて処理後の加工後にも履歴の残る変化は、High-Pressure Induced Transformation(Hi-Pit)と呼ばれ、細菌、菌類、ウイルスの殺菌や、食品中の有用成分の増加などに有効である。
この効果を用いて、血圧降下作用のあるγ-アミノ酪酸(GABA)を増強した玄米が製品化されている。（越後製菓「ギャバ玄米」）